# Neev
Bernardo Tavares Vassal de Beja Neves (Cascais, Portugal, 1995), conocido artísticamente como Neev, es un cantautor portugués.

## Carrera musical
A los 18 años, se dirigió a Londres para estudiar y a los 21 debutó en la música a dúo con el noruego Seeb (dúo compuesto por Simen Eriksrud y Espen Berg) con el tema «Breathe», el cual cuenta con más de 115 millones de reproducciones en Spotify. Posteriormente, siguió en solitario con el tema «Calling Out», lanzado en mayo de 2019.
Por otro lado, a fines de 2020, lanzó «Lie You Love It», una canción es producida por Larry Klein (músico, compositor, productor musical y director de Strange Cargo, una marca de Universal Music Group), también productor de Joni Mitchell, Herbie Hancock, Melody Gardot y Tracy Chapman. Asimismo, también en 2020, editó «This Dream» e «It Is What It Is», además de otros álbumes propios como «Philosotry», «Those Things We Tomorrowed», «No One Wants to Sing» y «Forgiving Light».
En 2021, Neev participó en el Festival da Canção, organizado por la televisión pública de Portugal para seleccionar la canción representante del país en Eurovisión 2021. Lo hizo con el tema «Dancing In The Stars», quedando en tercera posición tras ser el sexto clasificado del jurado y el ganador del televoto.
A lo largo de su carrera, Neev ha grabado para las editoriales como Astrology Is Real, Universal Music Division MCA, Neev Music y Little League. También, ha actuado en el Festival MEO Sudoeste, el Festival Vilar de Mouros, MIL - Lisbon International Music Network y Westway Lab.

## Influencias
Neev compone normalmente en inglés, ya que sus referencias principales son anglosajonas. Entre ellas destacan Nick Drake (cantante y compositor británico), Sufjan Stevens (cantante y compositor estadounidense) y Bon Iver (banda de folk indie estadounidense liderada y fundada por Justin Vernon).